# 江間清二
江間 清二（えま せいじ、1942年〈昭和17年〉11月27日 - ）は、日本の防衛官僚。第23代防衛事務次官。東京都出身。

## 来歴
中央大学法学部卒業後、防衛庁に入庁。防衛施設庁施設部長、防衛庁参事官を経て、1995年（平成7年）防衛庁長官官房長。
1997年（平成9年）内閣官房内閣安全保障室長、1998年（平成10年）4月組織改称に伴い内閣安全保障・危機管理室長。
同年11月に防衛事務次官に就任。2000年（平成12年）退官。

## 略歴
- 1965年（昭和40年） 国家公務員採用上級甲種試験（法律）合格
- 1966年（昭和41年）3月 中央大学法学部卒業
- 1966年（昭和41年）4月 防衛庁入庁
- 1981年（昭和56年）7月23日 呉防衛施設局施設部長
- 1983年（昭和58年）7月4日 防衛庁防衛局運用第一課長
- 1984年（昭和59年）7月6日 防衛庁防衛局計画官
- 1986年（昭和61年）7月1日 防衛庁装備局航空機課長
- 1988年（昭和63年）6月20日 防衛施設庁施設部施設企画課長
- 1989年（平成元年）6月30日 防衛庁長官官房総務課長
- 1990年（平成2年）7月2日 防衛庁長官官房防衛審議官
- 1991年（平成3年）6月11日 名古屋税関長
- 1992年（平成4年）6月26日 防衛庁長官官房付
- 1992年（平成4年）6月30日 防衛施設庁施設部長
- 1994年（平成6年）7月1日 防衛庁参事官
- 1995年（平成7年）6月30日 防衛庁長官官房長
- 1997年（平成9年）7月1日 内閣官房内閣安全保障室長併任内閣総理大臣官房安全保障室長
- 1998年（平成10年）4月9日 内閣官房内閣安全保障・危機管理室長併任大臣内閣総理官房安全保障・危機管理室長
- 1998年（平成10年）11月20日 防衛事務次官
- 2000年（平成12年）1月18日 退官